# Terville
Terville é uma comuna francesa na região administrativa de Grande Leste, no departamento de Mosela . Estende-se por uma área de 3,83 km². Em 2010 a comuna tinha 7 210 habitantes (densidade: 1 882,5 hab./km²).
O trompetista Pierre Gillet nasceu em Terville (6 de agosto de 1960).